# Mélézitose
Le Mélézitose (ou melecitose) est un triholoside (oligoside) présent dans le miel, les miellats et la sève de nombreux arbres et plantes.

## Découverte
Le mélézitose est découvert en 1833 dans la manne de Briançon, un dépôt cristallin exsudé par le mélèze (Larix decidua), par M. Bonastre,. Il est ensuite nommé en 1859 par Marcellin Berthelot, d'après son origine botanique (Mélèze + ose (sucre)).

## Structure et propriétés

### Structure
Le mélézitose est composé de deux unités de glucose et d'une unité fructose, une unité de glucose étant attachée à une unité de turanose par son fructose par une liaison osidique du type α(1-2) (par le glucose dans le cas du gentianose) ou à une unité de saccharose par son fructose par une liaison osidique α(1-3).

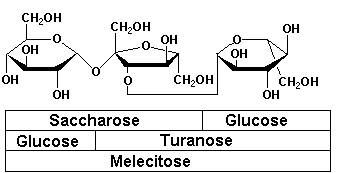
Structure chimique du mélézitose : Glc α(1-3)Fruf β(2-1)α Glc.

### Propriétés physiques
Le mélézitose est un solide qui fond vers 153 °C et soluble dans l'eau chaude. Sa masse molaire est de 504,44 g/mol et sa formule chimique C18H32O16.

### Propriétés chimiques
Le mélézitose est un sucre non-réducteur. L'hydrolyse totale du mélézitose donne 2 moles de glucose pour une mole de fructose. L'hydrolyse partielle produit du glucose, du saccharose et du turanose. Ce dernier étant un isomère du saccharose.

### Autre propriété
Le mélézitose possède une saveur sucrée. Son pouvoir sucrant, à concentration égale, est supérieur à celui du maltose mais inférieur à celui du fructose. 
Il a été montré qu'une grande variété d'insectes réagit positivement à la présence de mélézitose. Il a même été montré que les fourmis (Lasius niger) ont une sensibilité à la saveur sucrée du mélézitose supérieure à celle du saccharose.

## Miel et Miellat

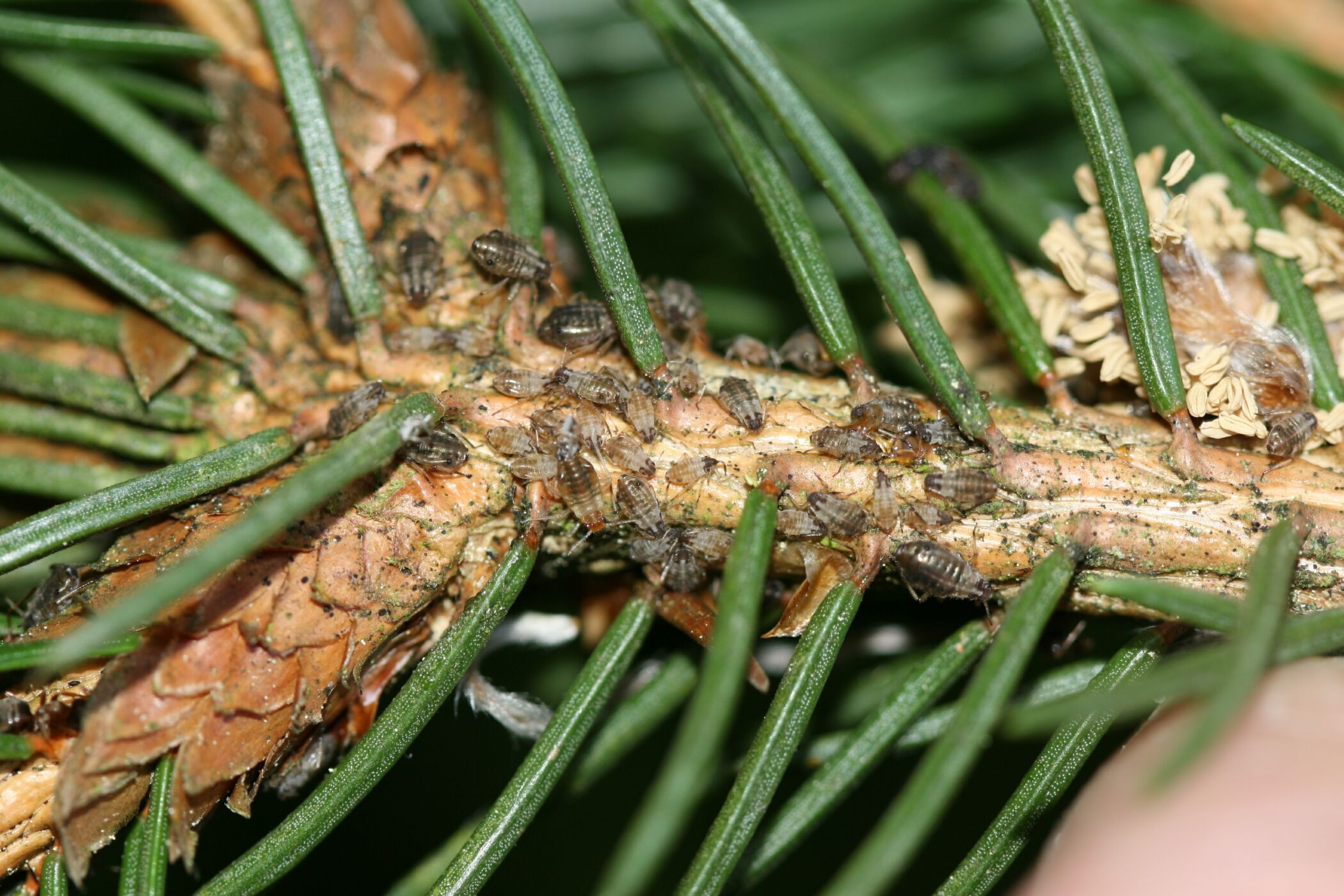
Pucerons producteurs de miellat sur une branche de Picea abies.

Le mélézitose est un constituant mineur du miel, comme le raffinose ou le turanose, environ 2,2 % dans le miel de l'Apis dorsata. Les miels de miellat (miel de sapin) contiennent une plus grande teneur en mélézitose, plus de 5 %. Il a été observé qu'une concentration élevée de mélézitose dans le miel (10 % - 12 %) conduit à la cristallisation du miel (appelé miel béton), consommé en hiver par les abeilles il provoque des diarrhées,.
Le mélézitose est le principal sucre constituant le miellat d'insectes mangeurs de sève (Aphidoideas). Il est produit par hydrolyse d'une molécule de saccharose, puis liaison du glucose obtenu à une autre molécule de saccharose. Il est bénéfique pour les insectes car il permet de réduire le stress induit par l'osmose en réduisant leur propre potentiel interne. La présence du mélézitose dans le miellat permet d'attirer les fourmis et les abeilles, favorisant une relation symbiotique entre le producteur de miellat et les fourmis.